# مارك ماكغريغور
مارك ماكغريغور (بالإنجليزية: Mark McGregor)‏ هو لاعب كرة قدم ومدرب كرة قدم بريطاني في مركز الدفاع، ولد في 16 فبراير 1977 في تشستر في المملكة المتحدة. لعب مع بورت فايل ونادي ألترينتشام ونادي بلاكبول ونادي بيرنلي ونادي ريكسهام ونادي كوناهس كواي.

## وصلات خارجية
- مارك ماكغريغور على موقع قاعدة بيانات كرة القدم.إي يو (الإنجليزية)
- مارك ماكغريغور على موقع Soccerbase.com (لاعب) (الإنجليزية)